# Fritz Cejka
Friedrich Cejka, plus connu sous le nom de Fritz Cejka (né le 3 juillet 1928 à Korneubourg en Autriche et mort le 26 novembre 2020) est un joueur de football international autrichien, qui évoluait au poste d'attaquant.

## Biographie

### Carrière en club
Fritz Cejka joue en faveur de quatre clubs : l'Admira Vienne, le Vienne AC, le Kapfenberger SV, et enfin le First Vienna.
Il dispute un total de 438 matchs en première division autrichienne, inscrivant 245 buts. Il réalise sa meilleure performance lors de la saison 1959-1960, où il inscrit 28 buts.

### Carrière en sélection
Fritz Cejka reçoit une sélection en équipe d'Autriche. Il s'agit d'un match amical joué contre la Yougoslavie le 21 septembre 1952. Fritz Cejka inscrit un but lors de ce match, mais malgré cela, les Autrichiens s'inclinent sur le score de 4-2 à Belgrade.

## Palmarès
Admira Vienne
- Championnat d'Autriche :
  - Meilleur buteur : 1959-60 (28 buts).